# Adam Kimbisa
Alhaj Adam Omari Kimbisa, meglio noto come Adam Kimbisa (Dar es Salaam, 1952), è un politico tanzaniano, sindaco di Dar es Salaam dal 2005 e attualmente segretario generale della società nazionale di Croce Rossa della Tanzania.
In passato ha ricoperto altre cariche istituzionali, in particolare nel Ministero degli Affari Esteri della Tanzania.